# 王店街道
王店街道，是中华人民共和国河南省周口市淮阳区下辖的一个街道办事处级行政单位。
1949年属淮阳县第十一区。1955年建王店乡。1958年改为王店人民公社。1962年更名为王店区。1964年复称王店人民公社。1984年更名为王店乡。2022年改为王店街道。

## 行政区划
王店街道下辖以下地区：
王店村、彭老家村、刘菜园村、焦岗村、李集村、许楼村、王楼村、任庄村、刘庄村、袁庄村、黄李村、梁桃村、刘老家村、范老家村、高庄村、范庄村、黄连村、张庄村、祝寨村、陈庄村、白庙村、刘桥村、白楼村、吴楼村、叶楼村和朱庄村。